# Кепі

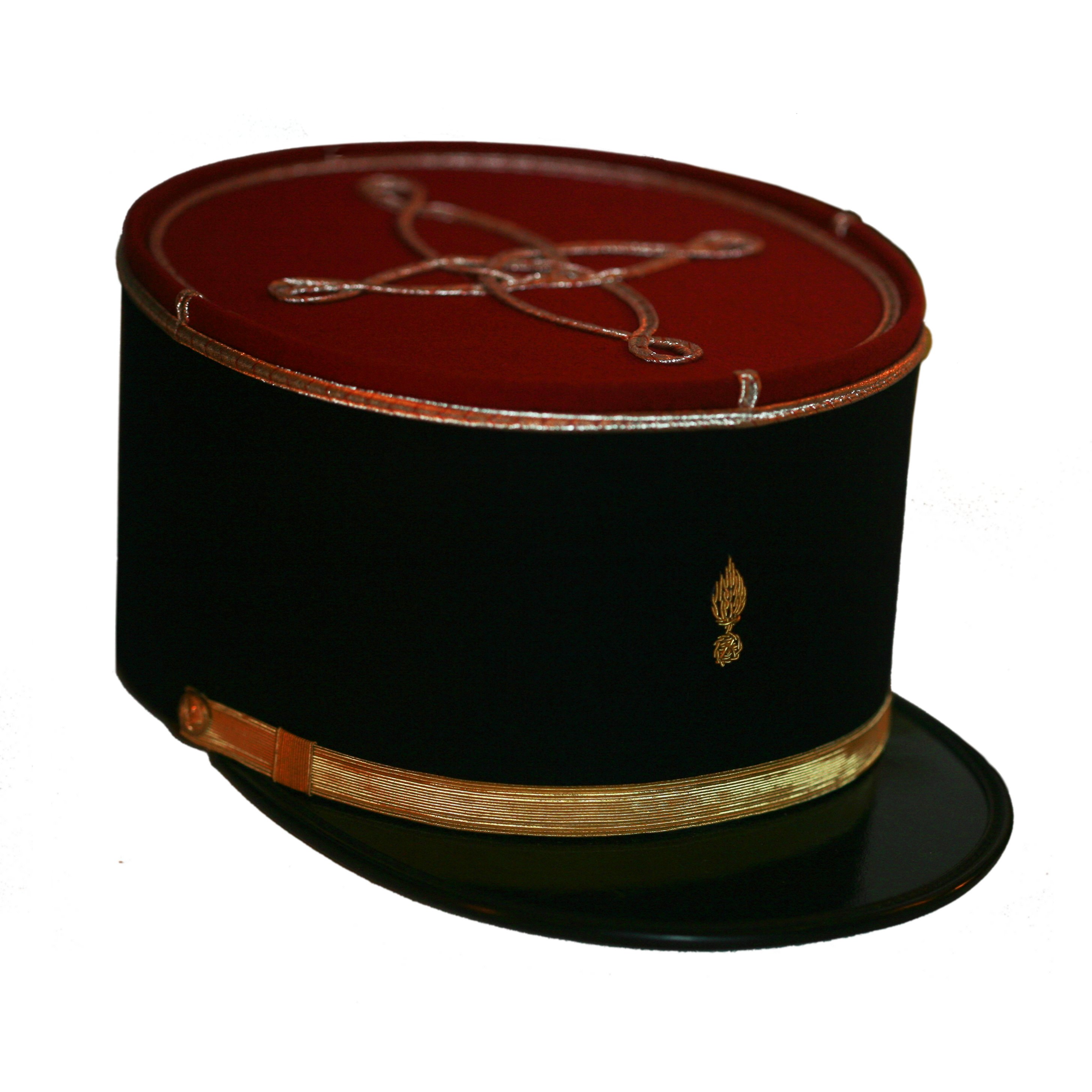

Кепі (фр. képi, від алем. Käppi — «кепка») — вид кашкета з високою околичкою і довгим широким прямим козирком. Дно кепі плоске і тверде. Назва головного убору була запозичена з Швейцарії і транслітерована на французький манір.
Французька армія почала використовувати кепі в 1830-х роках в Алжирі. За це головний убір отримав назву «африканський кашкет». Кепі був набагато зручніший ніж важкий та непрактичний чако. Вже в середині XIX ст. кепі використовувалися всією французькою армією, зокрема під час Кримської війни. Це принесло йому популярність, убір перейняли в США та Російській імперії. Під час Франко-Прусської війни кепі проявили себе не найкращим чином. Вони були легкі та зручні, проте не давали необхідного захисту, наприклад, від осколків.
Зараз кепі досі використовуються у Франції. Наприклад, їх носять під час церемоній митники та жандармерія. Проте ще кілька десятків років тому їх використовували і під час виконання службових обов'язків. Також кепі носить Французький іноземний легіон. Відомим також є образ Шарля де Голля, французького генерала та президента, котрий носив військову форму та кепі. У Парижі знаходиться його пам'ятник, в якому де Голля увіковічнили одягненим саме у форму і з кепі на голові.